# Méganisi
Méganisi ou Méganissi (en grec : Mεγανήσι) est une île ionienne appartenant à la Grèce.
Victor Bérard la considère comme l'Ithaque qui fait partie du royaume d'Ulysse. 

## Localisation, description
Cette île de 22 km2 est séparée par un détroit d'à peine 800 m de sa voisine Leucade,. 
Elle est constituée d'une partie principale située au nord et d'une longue langue de terre étroite qui s'étire vers le sud-est. L'île mesure onze kilomètres de long et sa largeur maximale, au nord, est de six kilomètres.

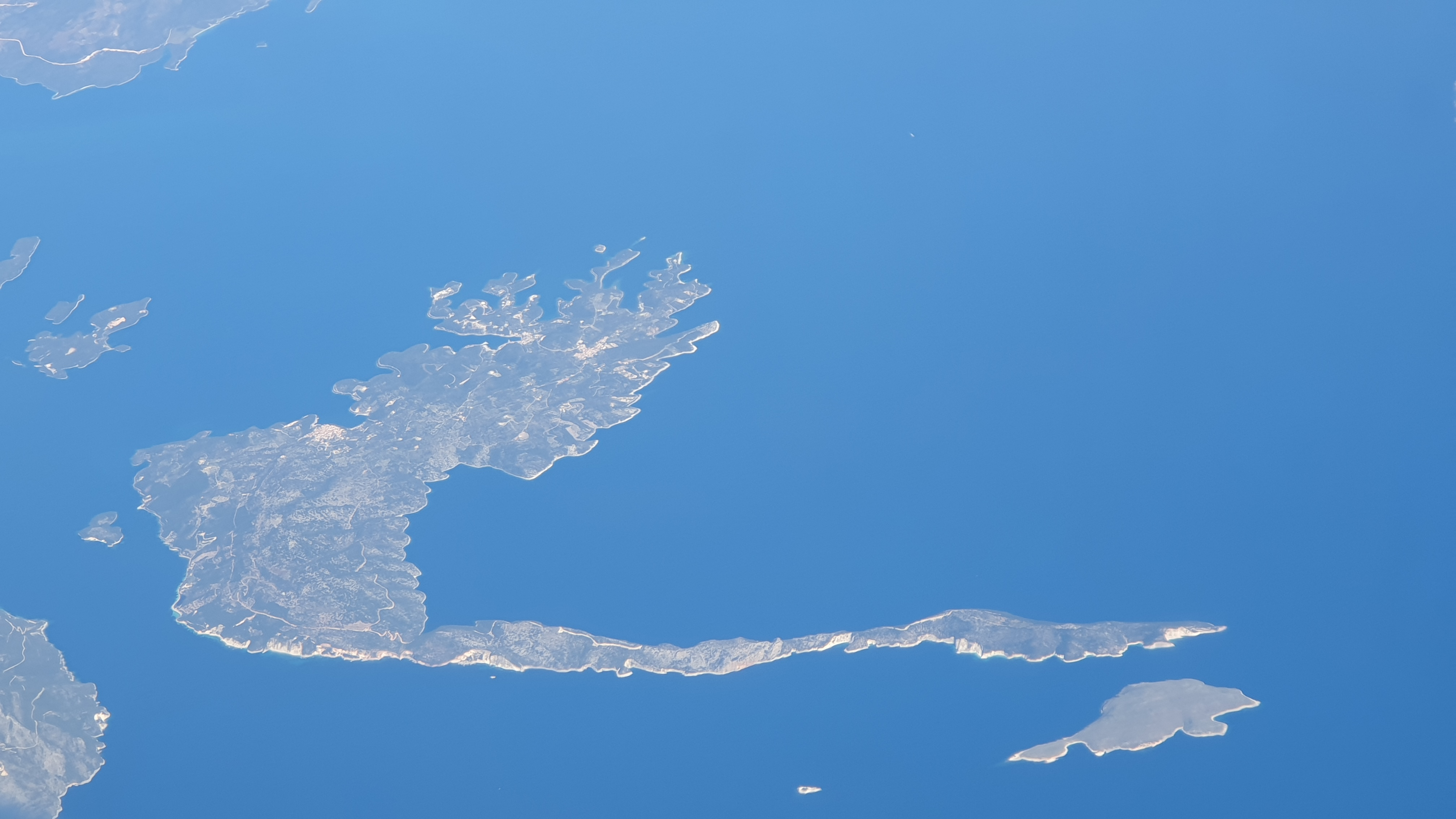
Méganisi – et la petite île de Kithros ou Kythros (Κύθρος) au sud. Vue vers le nord-est.
Leucade dans le coin en bas à gauche, Scorpios et Scorpidi à droite au centre, extrémité nord de Sparti un peu plus haut à gauche. En bas au centre, la petite tache blanche de l'îlot Petalou

## Municipalité

### Districts municipaux
- Katoméri
- Spartochori
- Vathy

### Îles
- Skorpios - île privée
- Sparti (Σπάρτη)

## Population
La population de l'île compte environ 1 000 habitants qui se répartissent entre les deux villages portuaires de Vathy et Spartochori et le village de l'intérieur des terres de Katomeri. L'aéroport le plus proche se situe à Preveza, sur le continent.

## Economie
L'agriculture ainsi que la pêche jouent un rôle de moins en moins important au profit du tourisme, en constante progression.

## Lieux et monuments
Grotte Papanikolis

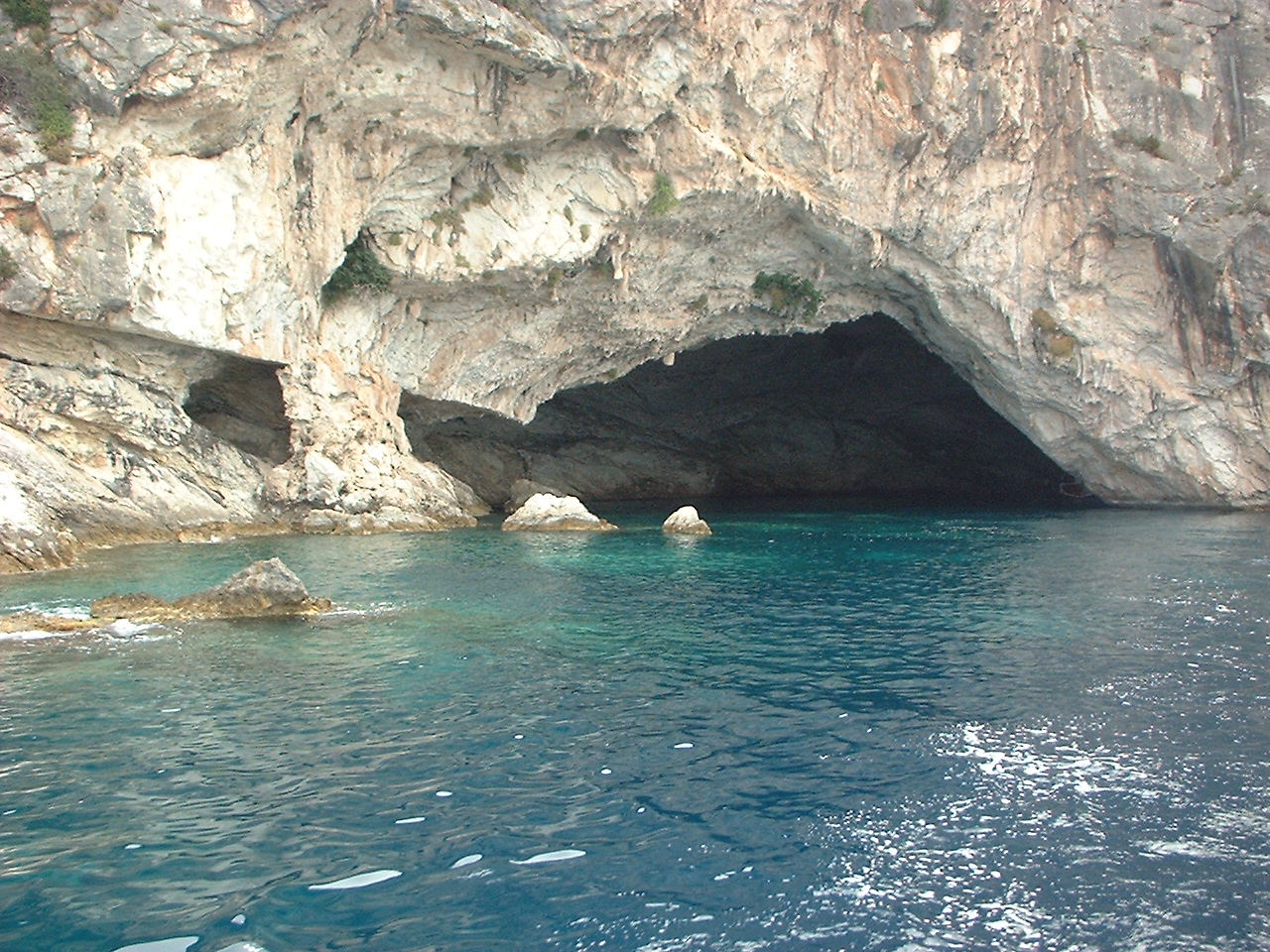
Grotte Papanikolis
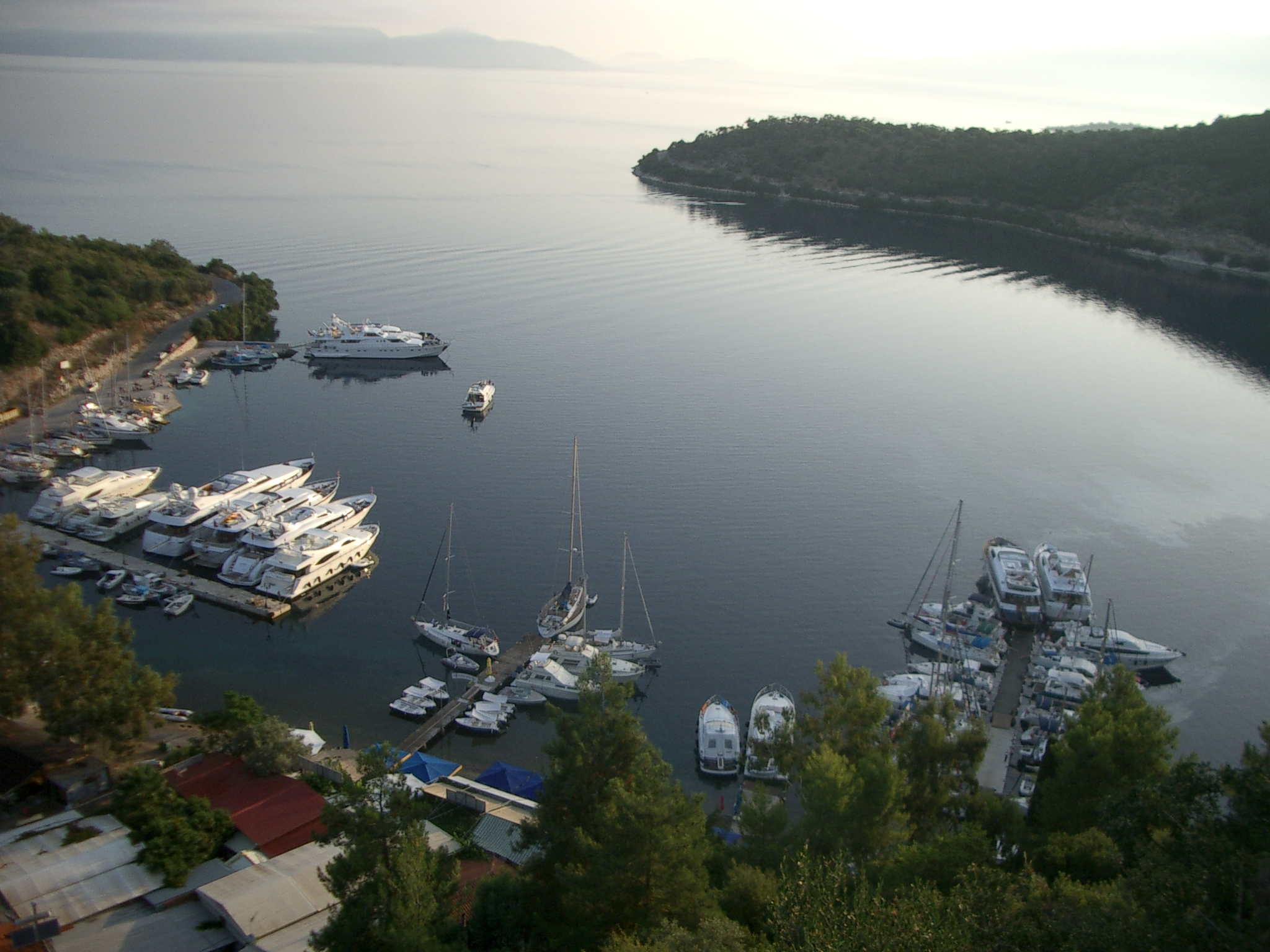
Baie de Spartochori
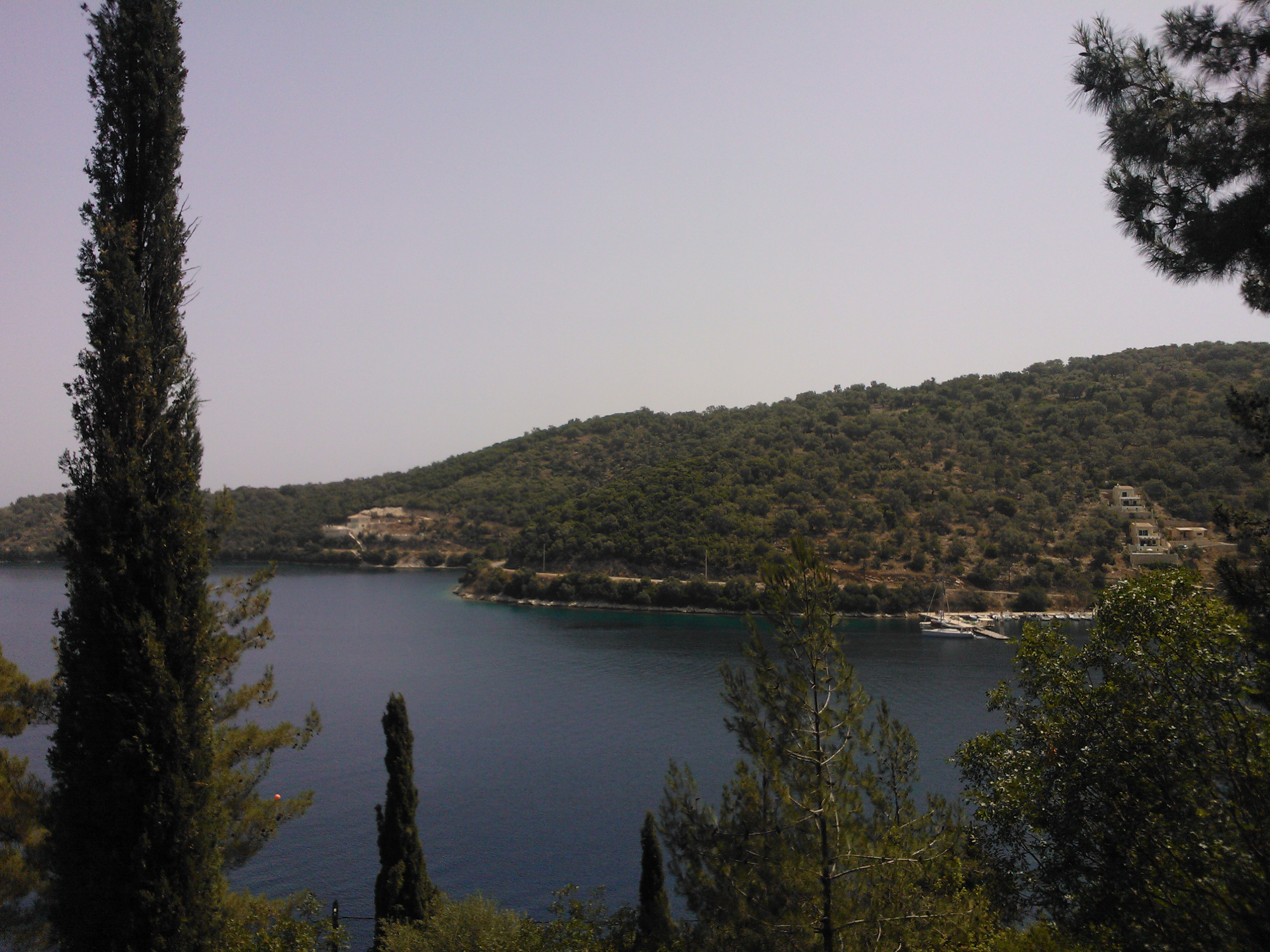
Baie de Spartochori, vue depuis Spilia